# Baron von Münchhausen
Baron von Münchhausen, egentligen Hieronimus Carl Friedrich Freiherr von Münchhausen, född 11 maj 1720 i Bodenwerder i kurfurstendömet Hannover, död 22 februari 1797 i Bodenwerder, var en tysk adelsman känd för sina skrönor.
Münchhausen deltog, som kavallerilöjtnant i rysk tjänst, i fälttåg emot turkarna och befordrades 1750 till ryttmästare. Som passionerad jägare och gladlynt sällskapsman, blev han beryktad för sin förmåga att vid glaset berätta de mest groteska och fantasifulla anekdoter från sina jakter och krigsäventyr.
Idag finns bl.a. ett Münchhausen-museum i hans födelsehus i Bodenwerder, som numera är rådhus, och den lilla staden med sin vackra medeltida arkitektur lever gott på turism och alla associationer samt årliga evenemang till ära av den legendariske "ljugarbaronen".
Münchhausen har också gett upphov till sjukdomsbegreppet Münchhausens syndrom och termen Münchhausentrilemmat som beskriver ett fundamentalt problem inom kunskapsteorin.

## Münchhausens äventyr i litteraturen

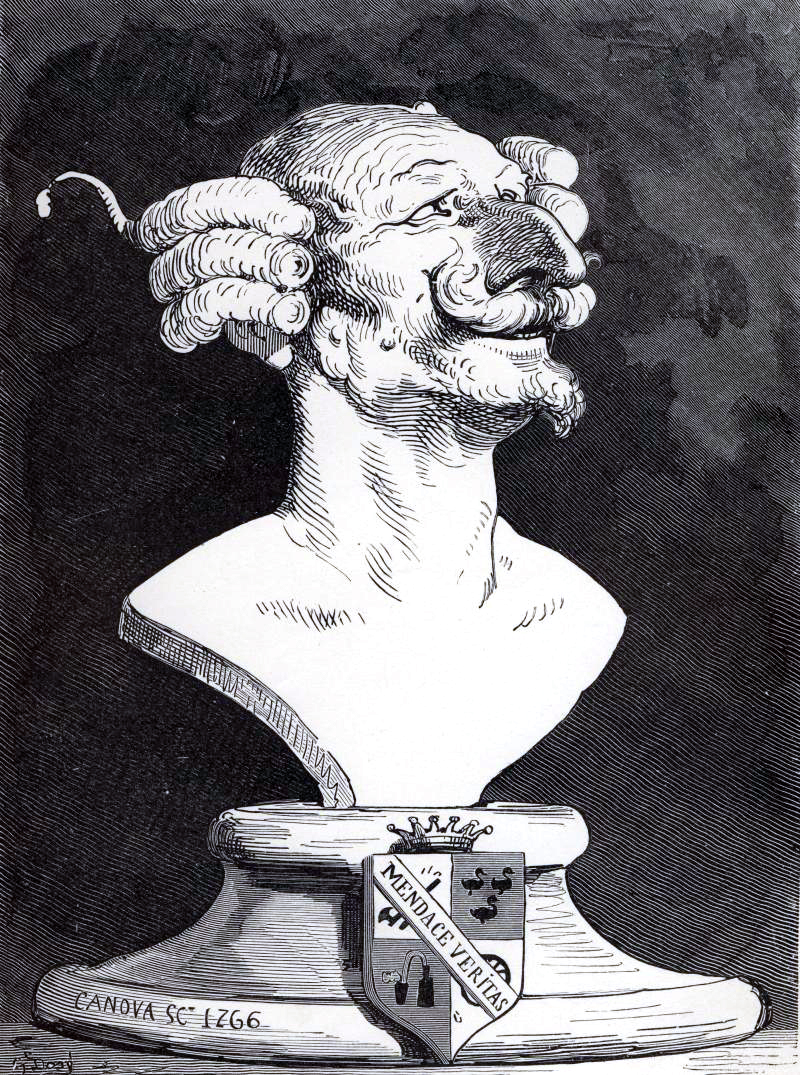
Gustave Dorés illustration till den tyska utgåvan från 1862 av Baron von Münchhausens berättelser

Baronens historier (münchhausiader) löpte under hans namn omkring bland folket och tillgodogjordes av Rudolf Erich Raspe, som i London gav ut Baron Munchausen's narrative of his marvellous travels and campaigns in Russia (1785). Raspe hopförde under Münchhausens namn en mängd lögnhistorier av äldre ursprung. Av originalets fjärde upplaga utkom 1786 en tysk översättning (Des freiherrn von Münchhausens wunderbare abentheuer und reisen), verkställd av skalden Bürger, som ytterligare utvidgade samlingen och genom sin folkliga framställningskonst gjorde boken ofantligt populär. Den äldsta svenska översättningen är av Carl Edvard Carlheim-Gyllensköld, 1797, Baron von Münchhausens sällsamma resor och äfventyr till vatten och lands.
Münchhausen är även hjälten i en roman av Karl Immermann, Münchhausen. Eine Geschichte in Arabesken.
En välkänd episod från Münchhausen-berättelserna är när han färdas över ett slag mot turkarna flygande på kanonkula.
Den riktige Münchhausen uppskattade inte alls böckerna om sig själv då han ansåg sig berövad sina historier och sin omisskänneliga fabuleringskonst.

## Filmer om Münchhausens äventyr
- 1910 "Le Baron de Crac", fransk stumfilm.
- 1911 Georges Méliès franska stumfilm "Les Aventures de baron de Munchhausen".
- 1914 "Le Avventure del Barone di Münchausen", italiensk stumfilm.
- 1943 Münchhausen, tysk kostymfilm i färg. Producerad av UFA i Babelsberg, manus av Erich Kästner och med Hans Albers i titelrollen.
- 1961 "Baron Prášil", tjeckisk film.
- 1966 "Münchhausen", västtysk tv-produktion av Bayerischer Rundfunk.
- 1979 Mark Zacharovs "Tot Samyj Munhgausen", Sovjetunionen.
- 1979 "Les Fabuleuses aventures du légendaire Baron de Munchausen", fransk animerad film.
- 1979 "Der Schuft, der den Münchhausen schrieb", västtysk tv-produktion av ZDF.
- 1988 Terry Gilliam Baron Münchausens äventyr.

## Eftermäle
Asteroiden 14014 Münchhausen är uppkallad efter honom.